# Les Ramoneurs
Pour plus de détails, voir Fiche technique et Distribution.
Les Ramoneurs (Dirty Work) est un film américain réalisé par Lloyd French mettant en scène Laurel et Hardy, sorti en 1933.

## Synopsis
Laurel et Hardy se rendent chez le professeur Noodle, un éminent chimiste qui expérimente une potion de jouvence, pour ramoner sa cheminée.

## Fiche technique
- Titre original : Dirty Work
- Titre français : Les Ramoneurs
- Réalisation : Lloyd French
- Photographie : Kenneth Peach
- Montage : Bert Jordan
- Ingénieur du son : Warren B. Delaplain
- Producteur : Hal Roach
- Société de production : Hal Roach Studios
- Société de distribution : Metro-Goldwyn-Mayer
- Pays d’origine : États-Unis
- Langue : anglais
- Format : Noir et blanc - 35 mm - 1,37:1  -  sonore
- Genre : Comédie
- Longueur : deux bobines
- Date de sortie : 
  - États-Unis : 25 novembre 1933

## Distribution
Source principale de la distribution :
- Stan Laurel (VF : Franck O'Neill) : Stanley
- Oliver Hardy (VF : Leo P. Nold) : Oliver Hardy

Reste de la distribution non créditée :
- Sam Adams : Jessup
- Jiggs : le chimpanzé
- Lucien Littlefield : le professeur Noodle